# Bruce Boa
Bruce Boa (ur. 10 lipca 1930 w Calgary, zm. 17 kwietnia 2004 w Londynie) – brytyjski aktor pochodzenia kanadyjskiego.
W młodości uprawiał futbol amerykański w rozgrywkach szkolnych, a następnie zawodowych w Kanadzie. Pod koniec lat 50. przeniósł się do Anglii (jego żona była Angielką). Występował zarówno w produkcjach kinowych jak i telewizyjnych.
Zmarł po walce z nowotworem w 2004 roku.

## Wybrana filmografia
- 1995: Tajemnica Syriusza
- 1994: Żyć chwilą
- 1993: Sąsiad
- 1988: Tożsamość Bourne’a
- 1987: Full Metal Jacket
- 1985: Gułag
- 1985: Krzyk w ciemnościach
- 1982: A Woman Called Golda
- 1980: Gwiezdne wojny: część V – Imperium kontratakuje (jako generał Rieekan)
- 1977: Wróć, mała Shebo
- 1968: The Adding Machine
- 1960: Man in the Moon